# Замок Гогенцоллерн
За́мок Гогенцоллерн (нім. Burg Hohenzollern) — старовинний замок-фортеця в землі Баден-Вюртемберг, Німеччина за 50 км на південь від Штутгарта. Вотчина Гогенцоллернів — династії курфюрстів Бранденбурга (1415–1701), потім королів Пруссії (1701–1918) та німецьких імператорів (1871–1918). Побудований на вершині гори у Швабському Альбі (855 м), він створює[кому?] приголомшиве, казкове враження. Його вважають[хто?] одним з найгарніших замків Німеччини.

## Історія
За свою довгу, майже тисячолітню історію замок тричі перебудовувався. Від першого замку залишилося лише письмове свідоцтво про його існування у першій половині XI століття — він був просто вщент зруйнований після 10-місячної облоги в 1423 році.

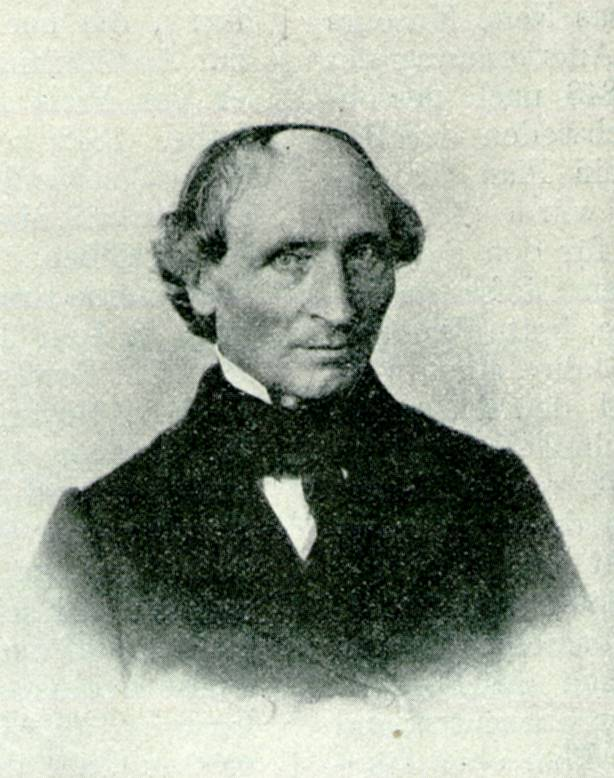
Фрідріх Август Штюлер

Другий замок, більший і надійніший, був побудований між 1454–1461 роками і служив притулком для Швабських католиків Гогенцоллернів у воєнний час, зокрема під час Тридцятирічної війни. Проте, наприкінці XVIII століття, замок втратив своє стратегічне значення і поступово занепав. Було знесено кілька старих будинків. Сьогодні від середньовічного замку залишилася тільки каплиця.

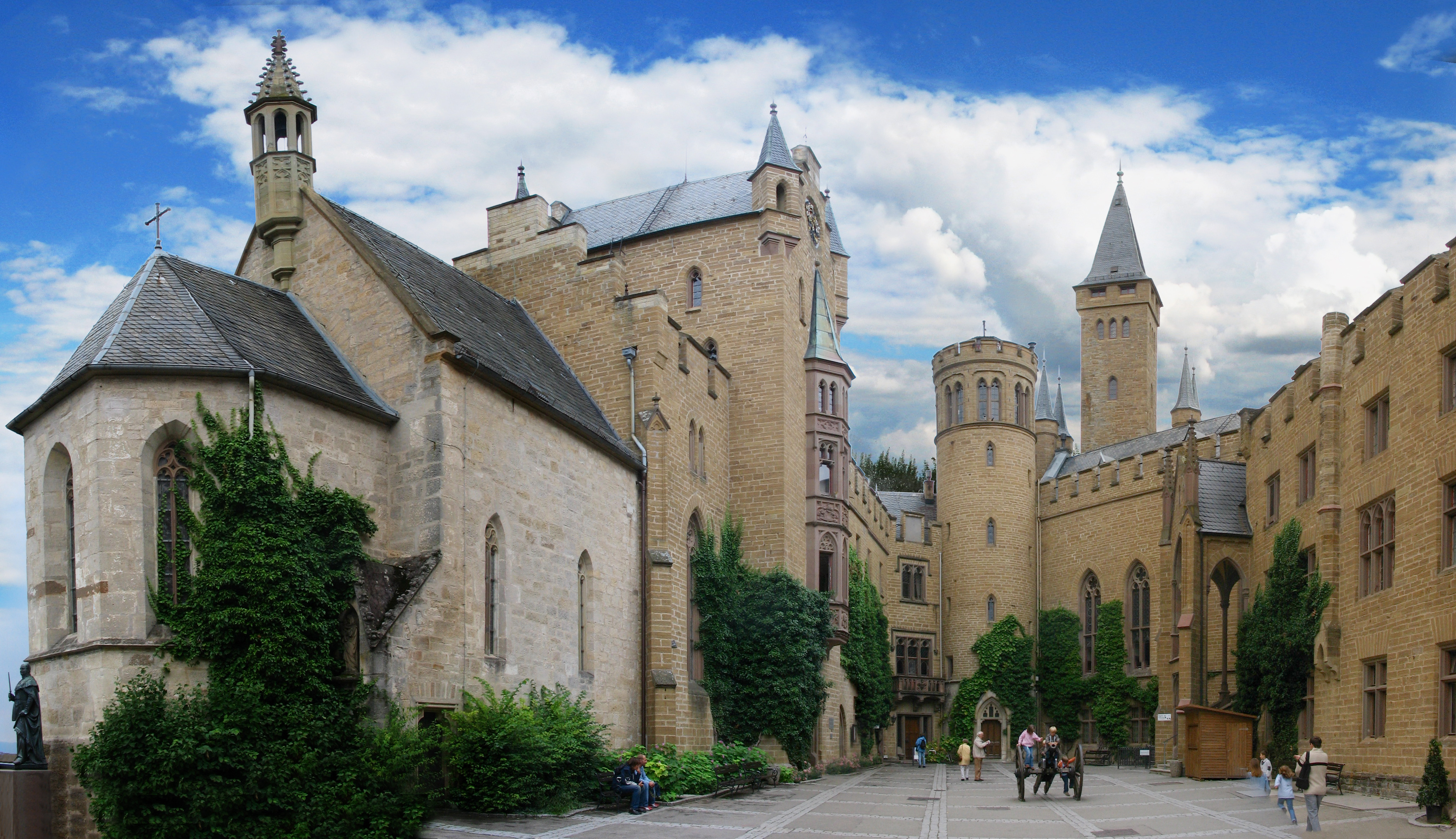
Подві́р’я замку

Третя версія замку, яку можна побачити сьогодні, була побудована для короля Пруссії Фрідріха-Вільгельма IV між 1846–1867 роками, під керівництвом Фрідріха Августа Штюлера (Friedrich August Stüler), у неоготичному англійському стилі, на який його надихнули замки Луари. Оскільки замок був побудований як сімейний пам'ятник, жоден з членів Гогенцоллернів не жив у цьому третьому замку до 1945 року, коли він став резиденцією для останнього спадкоємця, кронпринца Німецької імперії та Прусського королівства Вільгельма III. Він похований там зі своєю дружиною Цецилією Мекленбург (Cecilie zu Mecklenburg).

## Музей у замку

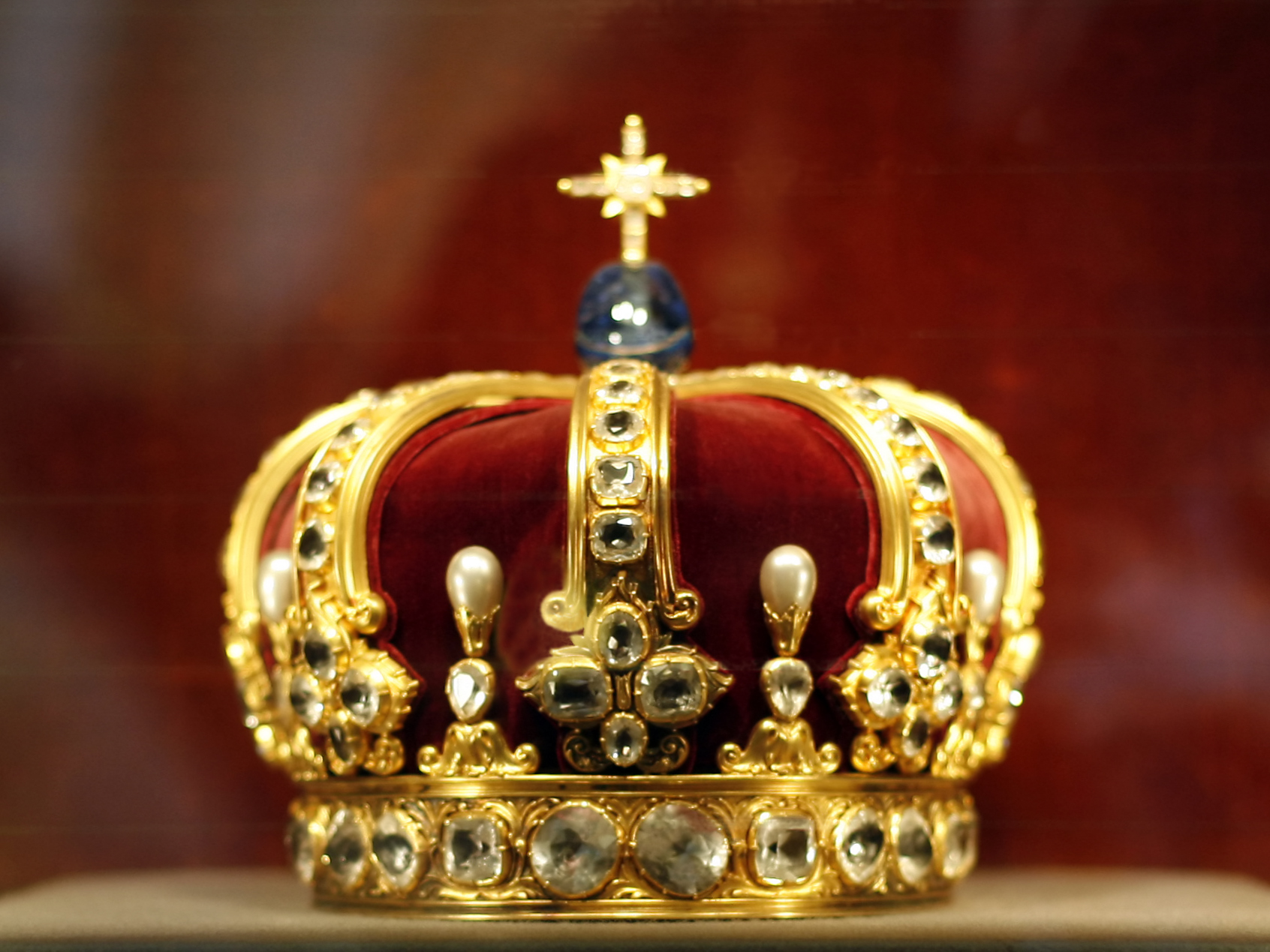
Корона Вільгельма II

Серед історичних артефактів прусської історії, що зберігаються в замку, є корона Вільгельма II, деякі особисті речі Фрідріха Великого і лист від президента США Джорджа Вашингтона, в якому він дякую нащадкові династії Гогенцоллернів — баронові Фрідріху Вільгельму фон Штойбену за його дії у Війні за незалежність Сполучених Штатів. У наш час замок є великим туристичним центром. Замок є одним з найпопулярніших замків Німеччини, його щорічно відвідують приблизно 300 тис. туристів.